# Скрытоглав двупятнистый
Скрытоглав двупятнистый (лат. Cryptocephalus bipustulatus) — вид листоедов (Chrysomelidae) из подсемейства скрытоглавов (Cryptocephalinae). Взрослые жуки питаются зелёными частями эрики четырёхмерной (Erica tetralix). Обитают в Европе (включая Британские острова) и на Ближнем Востоке.

## Описание
Цвет головы, переднеспинки и надкрылий чёрный, с двумя желтыми пятнами.